# Marienborg
 Der er flere lokaliteter med dette navn, se Marienborg (flertydig).
Marienborg er en ejendom i Sorgenfri Sogn ved Frederiksdal i Lyngby-Tårbæk Kommune nord for København, som er stillet til rådighed for statsministeren - eller udenrigsministeren som bolig og til repræsentative formål. I 1981 brugte Anker Jørgensen første gang Marienborg til optagelsen af statsministerens nytårstale, fordi Statsministeriet var under flytning. Siden 1986 har det været fast tradition, at Marienborg har dannet ramme om nytårstalerne. Det er ligeledes på Marienborg, at de såkaldte Marienborg-møder om folkeskolen afholdes.
Marienborg ligger øverst i en 8,8 hektar stor park ned til Lyngby Sø. Den trelængede ejendom med tilhørende tjenestebolig og tidligere et mindre drivhusgartneri bruges i dag primært til møder, middage og officielle sammenkomster med statsministerparret som værter. Enkelte gange har Marienborg også været privatbolig som for statsminister Hilmar Baunsgaard (B) og Mette Frederiksen på grund af risikoen for selvisolation på grund af corona.
Ejendommen er bygget cirka 1745. Marienborg blev opført som sommerbolig for søofficer og direktør for Asiatisk Kompagni, Olfert Fas Fischer. Navnet stammer fra 1795, hvor ejerens hustru, Marie Lindencrone, fik stedet opkaldt efter sig.
I 1934 blev ejendommen købt af højesteretssagfører Christian Ludvig David, som i 1960 testamenterede bygningerne, området og indbo til staten, som overtog Marienborg den 1. januar 1962. C.L. David, som opbyggede Davids Samling, ligger begravet i slotsparken.

## Havepavillon
I midten af 2000'erne ønskede statsminister Anders Fogh Rasmussen at lade opføre en pavillon på Marienborgs grund, da man savnede ekstra plads ved arrangementer.
Arkitektfirmaet Hvidt & Mølgaard ansøgte på vegne af statsministeriet,
men byplanudvalget i Lyngby-Taarbæk Kommune kunne først ikke give tilladelse,
og Danmarks Naturfredningsforening ønskede en mindre synlig placering.
Den oprindelige plan ville kræve tre dispensationer fra Miljøbeskyttelsesloven.
Efter ændringer fik statsministeriet i december 2007 lov til at opføre en havepavillon, forudsat at et par drivhuse blev revet ned.
I maj 2010 var der rejsegilde på den 300 kvadratmeter store pavillon med deltagelse af statsminister Lars Løkke Rasmussen og de to lokalpolitikere Simon Pihl Sørensen og Paul Knudsen.
Holsøe Arkitekter var involveret, og ingeniører på projektet var EKJ.
Bygningen fremstår nu med hvide mure, og en del af den sammenhængende bygning er stråtækt, mens den anden del har trætag. Der er en stor sal med glasfacade ud til Mølleåen.
Pavillonen har været anvendt til statsministerens møde med civilsamfundet om integrationsindsatsen den 24. september 2015.

## Sankthans
Marienborg er normalt lukket for offentligheden, men i 2010 og 2011 åbnede statsminister Lars Løkke Rasmussen op for Marienborg have til sankthansfest.
Denne tradition blev ikke umiddelbart videreført i 2012, efter at Helle Thorning-Schmidt havde overtaget statsministerposten,
men genopstod i 2013, hvor omkring 3.000 var mødt op til fællessang, underholdning, bål og Thorning-Schmidts båltale.

## Ejere af Marienborg
- (1745-1750) Olfert Fas Fischer[10]
- (1750-1753) Peter de Windt
- (1753-1755) Maria Cathrine Michaelsdatter Fabritius gift (1) de Windt (2) de Muckadell
- (1755-1764) Jacob Frederik Schaffalitzky de Muckadell
- (1764-1793) Gysbert Behagen
- (1793-1795) Hans Werner Rudolf Rosenkrantz Giedde
- (1795-1800) Johan Frederik Lindencrone
- (1800-1801) Johann Traugott Lebrecht Otto
- (1801-1803) Julius Ludvig Frederik Rantzau / Johan de Windt
- (1803-1807) Jean de Coninck
- (1807-1809) Jean de Conincks dødsbo
- (1809-1824) Peter Boll Wivet
- (1824-1849) Cathrine Ernst gift Wivet
- (1849) Cecilie Wivet gift Sandholt
- (1849-1855) Edvard Knudsen
- (1855-1863) Vilhelm Junius Lorentz Petersen
- (1863-1864) Vilhelm Junius Lorentz Petersens dødsbo
- (1864-1885) Rosalie Hennings gift Moltke
- (1885-1899) Slægten Moltke
- (1899-1915) Oscar Wandel
- (1915-1934) Vilhelm Skovgaard-Petersen
- (1934-1960) Christian Ludvig David
- (1960-1962) Christian Ludvig Davids dødsbo
- (1962-) Staten